# Leonhard Hess Stejneger
Leonhard Hess Stejneger (Bergen, 30 d'octubre de 1851 - Washington D.C., 28 de febrer de 1943) va ser un zoòleg  noruec.
Stejneger va néixer a Bergen (Noruega), i va estudiar dret i filosofia a la Universitat de Christiania. Va obtenir un doctorat, i va començar una breu carrera com a advocat. No obstant això, els seus interessos naturalistes van prevaler.
El 1881 va anar als Estats Units i va començar a treballar L'Institut Smithsonian sota la direcció de Spencer Fullerton Baird.
Va participar en nombroses expedicions al nord del continent nord-americà. De 1882-1883 el van enviar en una missió d'exploració a l'Illa de Bering i a Kamtxatka. El 1895 va anar a les illes del Comandant a estudiar les foques, per compte de la US Fish Commission. Va tornar-hi per segona vegada el 1922.
Va fer carrera dins del Smithsonian: el 1884 era conservador auxiliar d'aus, el 1889, conservador de rèptils, el 1899, conservador de rèptils i amfibis, i des del 1911, conservador de biologia, que el va ocupar fins a la seva mort, ja que va quedar exempt de la jubilació per decret presidencial.
Va publicar més de 400 treballs científics sobre aus, rèptils, foques, herpetologia de Puerto Rico, i altres temes.
Durant el seu viatge a l'illa de Bering, va quedar fascinat per la vida de Georg Wilhelm Steller, un naturalista del segle xviii que, abans que ell, havia visitat l'illa. Va investigar la vida de Steller durant les pròximes dècades, una afició que va culminar en la seva única publicació no tècnica, una biografia de Steller.

## Publicacions principals de Stejneger
- Results of Ornithological Explorations in the Commander Islands and in Kamtschatka (1885)
- Birds of Kauai Island, Hawaiian Archipelago / collected by Mr. Valdemar Knudsen, with description of new species (1887)
- Notes on a third collection of birds made in Kauai, Hawaiian Islands (1890)
- The Poisonous Snakes of North America (1895)
- The Russian Fur-Seal Islands (1896)
- Herpetology of Porto Rico (1904)
- Herpetology of Japan and Adjacent Territories (1907)
- A new Gerrhonotine Lizard from Costa Rica (1907)
- Three new species of lizards from the Philippine Islands (1908)
- A new genus and species of lizard from Florida (1911)
- A new Scincid Lizard from the Philippine Islands (1911)
- Results of the Yale Peruvian Expedition of 1911. Batrachians and Reptiles (1913)
- A Check List of North American Amphibians and Reptiles [with Thomas Barbour] (1917)
- A chapter in the history of zoological nomenclature (1924)
- Fur-seal industry of the Commander Islands: 1897-1922 (1925)
- Identity of Hallowell's snake genera, Megalops and Aepidea (1927)
- The Chinese lizards of the genus Gekko (1934)
- Georg Wilhelm Steller, the pioneer of Alaskan natural history (1936)